# Аква-Александріна
Аква Александріна (лат. Aqua Alexandrina) — останній античний водопровід, побудований в Римі.

## Історія
Акведук побудований в 226 році при імператорі Александрі Севері і названий за його ім'ям. Новий акведук потрібний був для постачання терм Александра Севера, збудованих на місці терм Нерона на Марсовому полі (між Пантеоном та П'яцца Навона). Протяжність водопроводу становила 22,5 кілометра, з них 6,3 км — під землею. Частина акведука збереглася в римському районі Торпіньяттара.
Акведук відновлювався 3 рази. Останній раз за часів папи Адріана I.

## Галерея

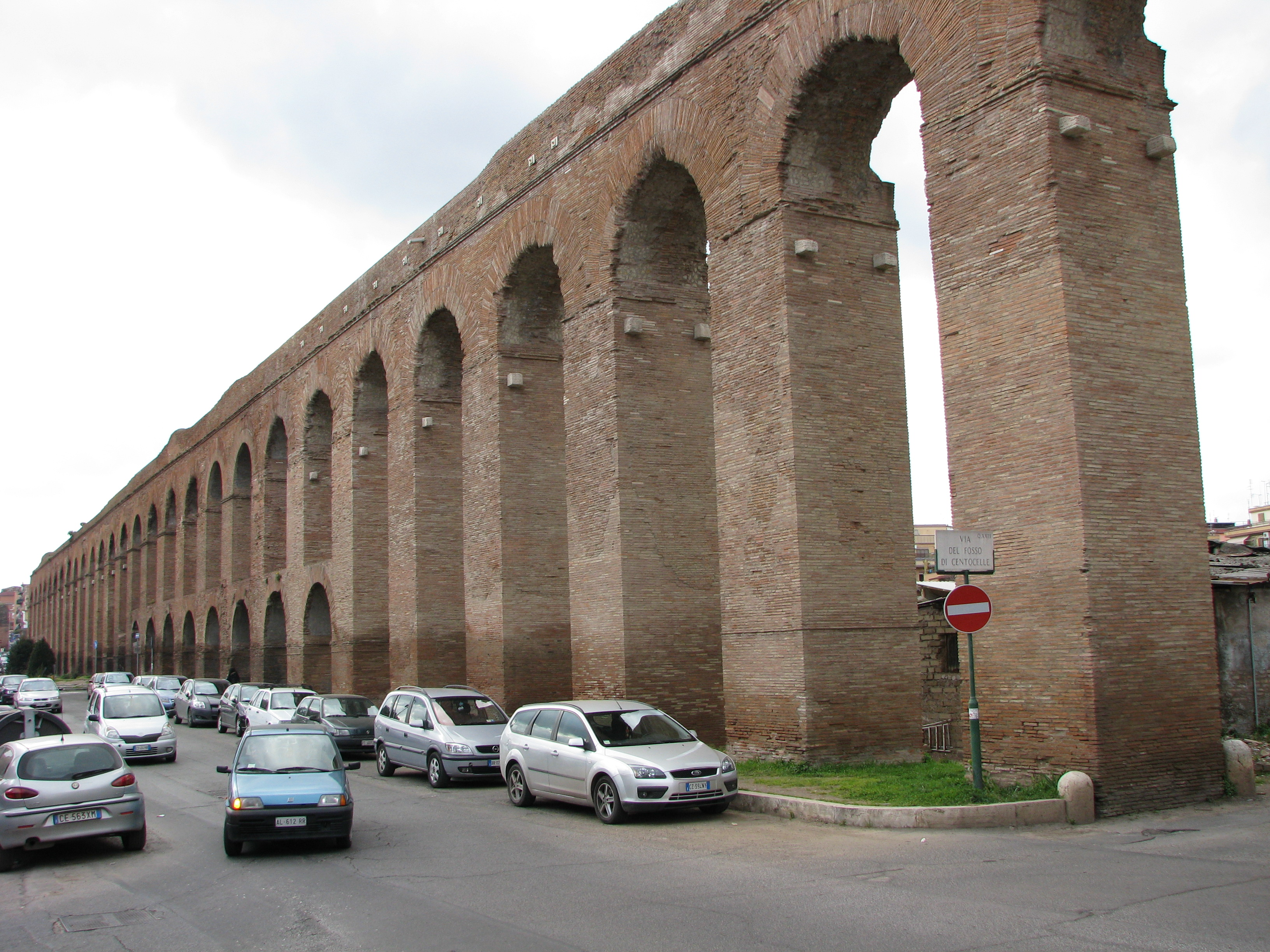
View at the crossing of Fosso di Centocelle
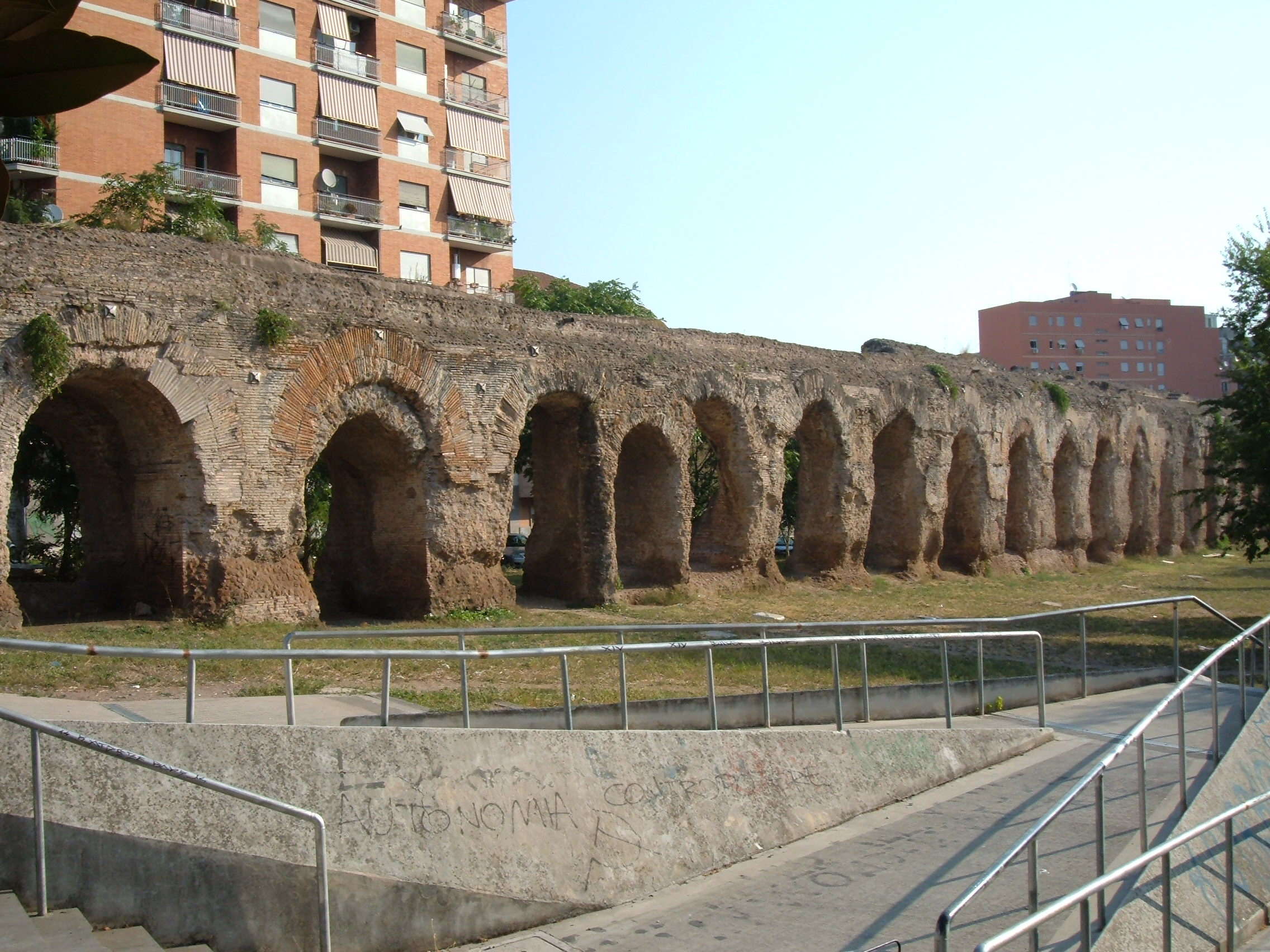
The section inside Torpignattara district
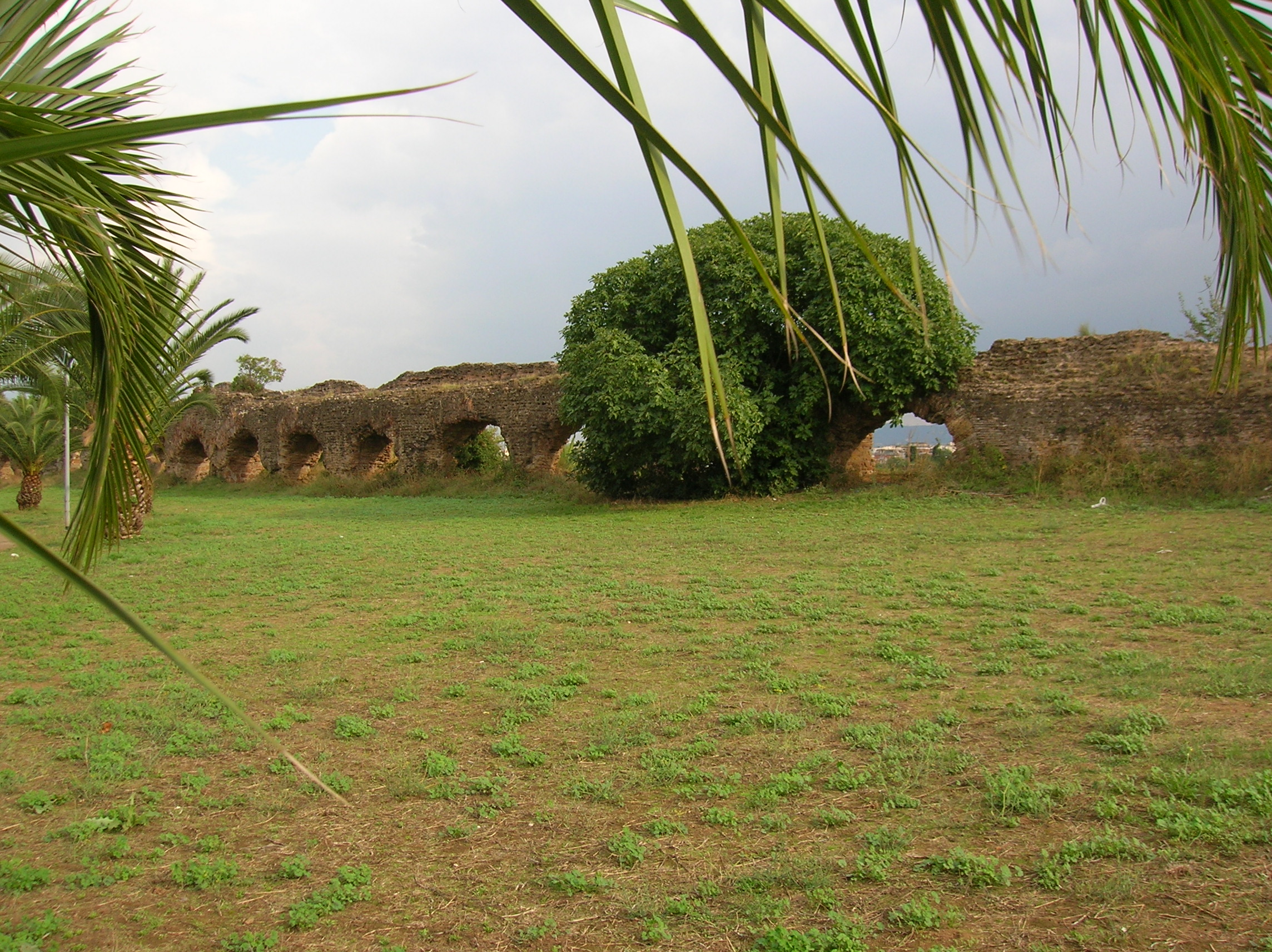
Ruins near Tor Tre Teste
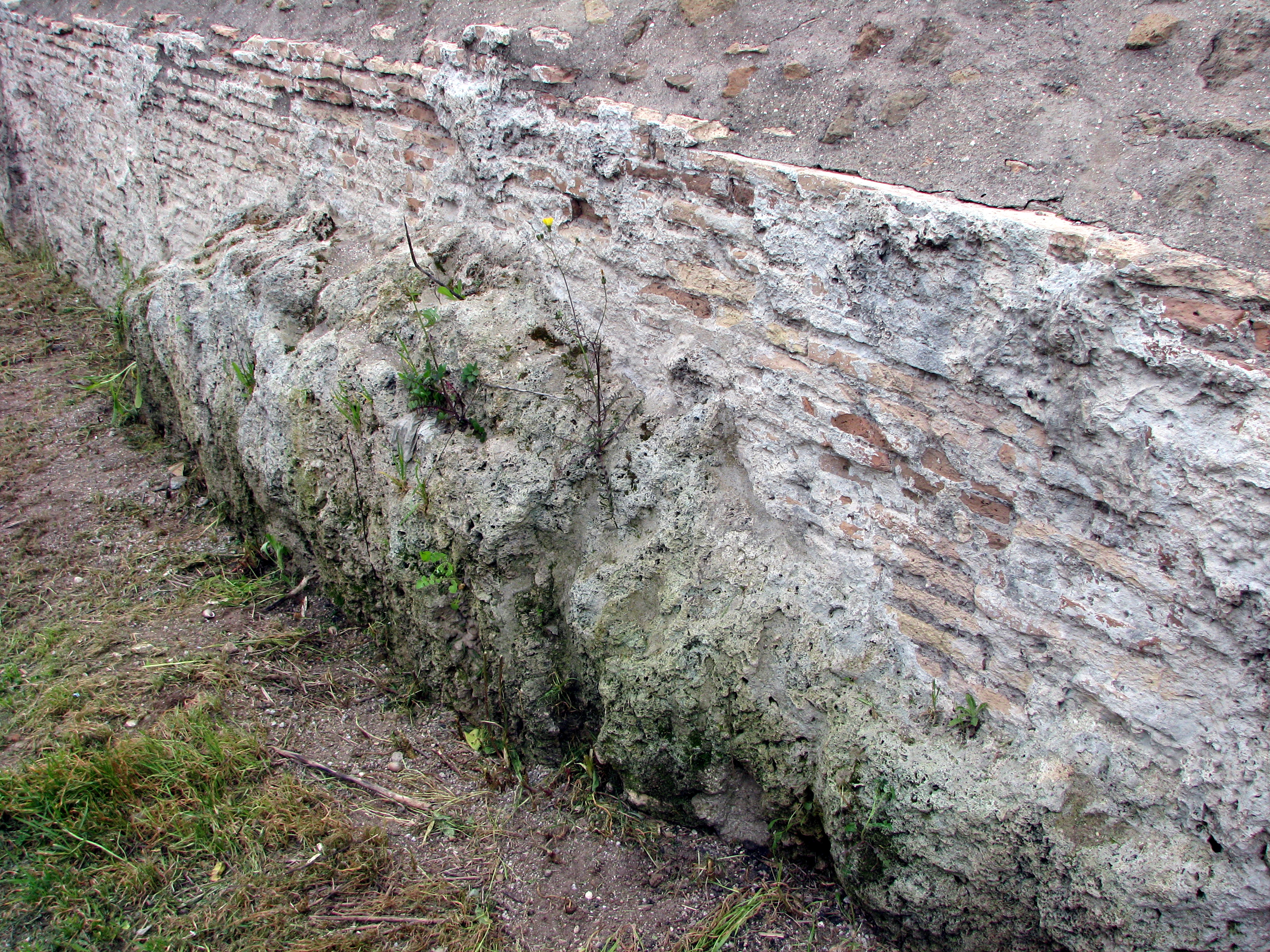
Chalk formation indicating that the aqueduct was leaking
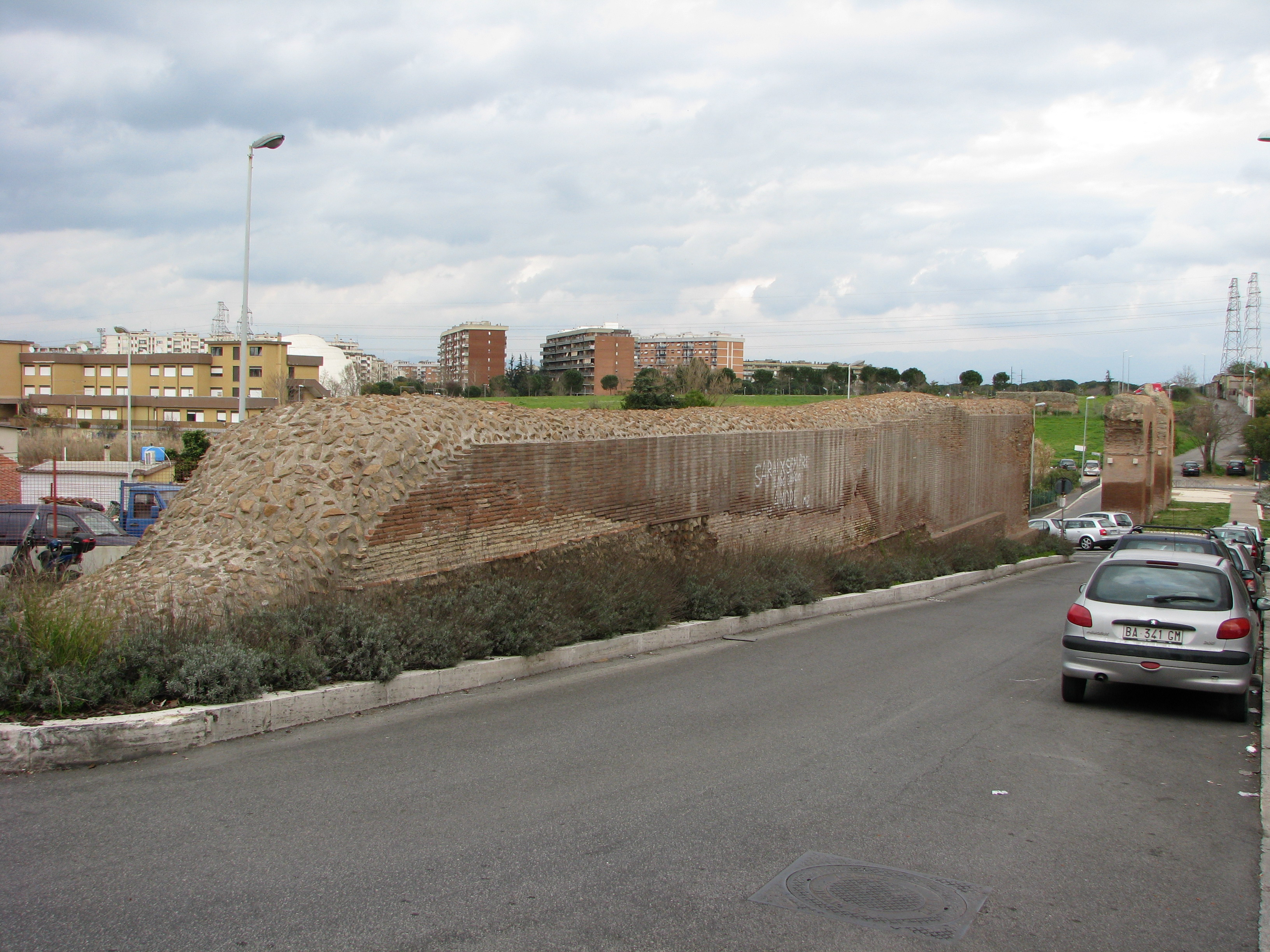
Low section without arches